# Kontraktion (Linguistik)
Mit Kontraktion (von lateinisch contrahere = „zusammenziehen“ → „Zusammenziehung“) wird die Zusammenziehung zweier Laute ({\displaystyle L_{1}} und {\displaystyle L_{2}}) zu einem Laut ({\displaystyle L_{3}}) bezeichnet, wobei sich die Merkmale von {\displaystyle L_{1}} sowie {\displaystyle L_{2}} meist in {\displaystyle L_{3}} vereinigen. Zum Teil ging diesem Schritt eine Elision voraus.
Alternative Namen sind Synizese, Synizesis, Synärese (Betonung auf dem ersten e) und Synäresis (Betonung auf dem ä), letztere beide von griechisch συναίρεσις synaíresis, deutsch ‚Zusammenziehung‘; das Gegenwort dazu ist Diärese.

## Bedeutung
Kontraktion meint das lautliche Zusammenziehen zweier Wörter zu einem neuen ohne Veränderung der Bedeutung. Oft ergibt sich dies aus häufigem Gebrauch der Wendung oder schnellem Sprechen (vgl. Allegro-Sprechweise). Umgangssprachlich wird im Deutschen das Ergebnis einer Kontraktion bisweilen Schmelzwort genannt. Die Ergebnisse sind orthografisch statthaft.

### Beispiele
- deutsch: für das → fürs; mit dem → mit’m
- englisch: do not → don’t; will not → won’t
- französisch: à le → au (wie zu dem / zum)

## Kontraktionen im Deutschen
Kontraktionen kommen im Deutschen häufig in der Deklination vor. Betroffen sind z. B. die possessiven Artikelwörter unser und euer:
| Kasus     | Maskulin                          | Neutrum                           | Feminin            | Plural                            |
| --------- | --------------------------------- | --------------------------------- | ------------------ | --------------------------------- |
| Nominativ | unser euer                        | unser euer                        | uns(e)re eu(e)re   | uns(e)re eu(e)re                  |
| Akkusativ | uns(e)ren, unsern eu(e)ren, euern | unser euer                        | uns(e)re eu(e)re   | uns(e)re eu(e)re                  |
| Genitiv   | uns(e)res eu(e)res                | uns(e)res eu(e)res                | uns(e)rer eu(e)rer | uns(e)rer eu(e)rer                |
| Dativ     | uns(e)rem, unserm eu(e)rem, euerm | uns(e)rem, unserm eu(e)rem, euerm | uns(e)rer eu(e)rer | uns(e)ren, unsern eu(e)ren, euern |

Die e-Tilgung betrifft auch die Flexion von Adjektiven auf -el, -er und -en:
| Endung | Weder e-Tilgung noch Suffixverkürzung | e-Tilgung | Suffixverkürzung |
| ------ | --- | --- | --- |
| -el    | | Bei Adjektiven auf unbetontes -el wird das e vor anlautenden Suffixen meist getilgt: - dunkel → ein dunkler Wald | In seltenen Fällen bleibt das e erhalten, aber das Suffix -en wird verkürzt: - dunkel → im Dunkeln |
| -er    | Bei Adjektiven deutscher Herkunft auf -er bleibt das e meist erhalten: - bieder → ein biederer Mann Auch bei Adjektiven aus nicht-romanischen Sprachen bleibt das e meist erhalten: - koscher → eine koschere Speise - clever → eine clevere Lösung Bei Komparativen kann sich in Einzelfällen die Abfolge -ererer ergeben (ein saubererer Raum); solche Formen werden vermieden. | Bei einigen Adjektiven kann der Stammausgang verkürzt werden: - finster → ein finstres Gesicht (häufiger: ein finsteres Gesicht) - sauber → saubre Wäsche (häufiger: saubere Wäsche) Nach Diphthongen ist die Verkürzung sogar zwingend: - sauer → ein saurer Apfel - teuer → ein teures Vergnügen Das e wird oft auch bei Adjektiven aus dem Lateinischen oder anderen romanischen Sprachen getilgt: - illuster → eine illustre Gesellschaft - medioker → eine mediokre Leistung | Bei einigen Adjektiven kann das Suffix -en zu -n verkürzt werden: - düster → im düstern Wald (häufiger: im düsteren Wald) - ander → aus andern Gründen (häufiger: aus anderen Gründen; auch: aus andren Gründen) Vereinzelt kann auch das Suffix -em zu -m verkürzt werden: - ander → unter anderm (häufiger: unter anderem) |
| -en    | Bei Adjektiven auf -en bleibt das e des Wortausgangs meist erhalten; eine Suffixverkürzung findet niemals statt: - trocken → trockenes Holz - selten → eine seltene Briefmarke Dies gilt auch für Partizipien (Partizip II): - erlesen → eine erlesener Duft | In poetischer Sprache wird das e gelegentlich getilgt: - golden → ein goldnes Ei Eine e-Tilgung kommt auch beim Partizip II vor: - zerbrochen → ein zerbrochner Krug (häufiger: ein zerbrochener Krug) Weiterhin kommt eine e-Tilgung auch beim Komparativ vor: - trockenen → trocknere Handtücher (häufiger: trockenere Handtücher) | |

## Bedeutung in der Gräzistik
Eine speziellere Bedeutung erhält Kontraktion – oft dann mit dem Begriffsnamen Synärese – insbesondere in der Gräzistik: Dort wird damit die Kontraktion zweier Vokale zu einer Silbe bezeichnet, oft indem ein dazwischenliegender Konsonant wegfällt. Meist entsteht derart ein Diphthong. Im Altgriechischen treten zahlreiche kontrahierende Verben auf, sogenannte Verba contracta. Deren Formen werden in den Wörterbüchern aber meist unkontrahiert angegeben, während im Flusstext oft kontrahiert geschrieben wird. Die Kontraktion ist dabei bei wohl allen Formen der Konjugation möglich.
Tritt die Synärese in ostentativem („herausforderndem“) Bruch mit Sprachkonventionen auf, handelt es sich um eine rhetorische Figur – nämlich um einen Metaplasmus.

### Beispiele
- τιμάω timáō → τιμῶ timô (ich ehre)

τιμῶ timô, τιμᾷς timâs, τιμᾷ timâ, τιμῶμεν timômen, τιμᾶτε timâte, τιμῶσι(ν) timôsi(n)
- ποιέομαι poiéomai → ποιοῦμαι poioûmai (ich mache für mich)

ποιοῦμαι poioûmai, ποιῇ poiḗ [ποιέ-ει poié-ei → ποιεῖ poieî → ποιῇ poiḗ], ποιεῖται poieîtai, ποιούμεθα poioúmetha, ποιεῖσθε poieîsthe, ποιοῦνται poioûntai
Derartige Synärese kann bei schnellem Sprechen und Silbenverschlucken auch im Deutschen beobachtet werden, ohne jedoch schriftsprachlich gerechtfertigt zu sein:
- ideal (standardsprachlich: [ideˈʔaːl] oder [ideˈaːl]) kontrahiert zu [iˈde̯aːl] oder [iˈdjaːl]